# Hospital de Barcelona
L'Hospital de Barcelona és un centre hospitalari cooperatiu inaugurat el 1990 a Barcelona amb capacitat per més de 400 pacients. El centre pertany a SCIAS, una cooperativa formada per 164.000 usuaris i per 800 treballadors, fundada l'any 1974 per iniciativa d'Assistència Sanitària que va proposar als seus assegurats que participessin en el projecte d'un hospital cooperatiu format pels socis usuaris i treballadors. El 2015 SCIAS va facturar 62 milions, 95% dels quals provinents de la prestació de serveis a Assistència Sanitària. Ocupa un edifici a la avinguda Diagonal que era destinat inicialment per a l'hotel Hilton. El 2015, 65% de les intervencions quirúrgiques i 54% de tota l'activitat assistencial es feia de forma ambulatòria.